# اولیویه تبیلی
اولیویه تبیلی (انگلیسی: Olivier Tébily؛ زادهٔ ۱۹ دسامبر ۱۹۷۵) بازیکن فوتبال اهل ساحل عاج است.
از باشگاه‌هایی که در آن بازی کرده‌است می‌توان به باشگاه فوتبال شفیلد یونایتد، باشگاه فوتبال تورنتو، باشگاه فوتبال سلتیک، و باشگاه فوتبال بیرمنگام سیتی اشاره کرد.
وی همچنین در تیم ملی فوتبال ساحل عاج بازی کرده‌است.